# إيتيمينانكي
إيتيمينانكي (بالسومرية: إي تيمين أن كي، ومعناه المعبد الذي بين الأرض والجنة) وهو اسم الزقورة التي كان يستقر فيها مردوخ في مدينة بابل، والتي بنيت في حوالي 600 ق م، في عصر الإمبراطورية البابلية الثانية، واعتبرت في ذلك الوقت سابع أطول بناء، وحسب بعض الآلواح الاثرية التي اكتشفت في مدينة أوروك كان يبلغ طول هذا المعبد حوالي 91 م، ويقول عالم البابليات أندرو جورج أن هذا المعبد كان موجودا منذ القدم إلا أن الملك الآشوري سنحاريب دمره، فبدأ الملك الكلداني نبوبولاسر بإعادة بنائه وأكمل بنائه ابنه نبوخذ نصر الثاني فيما سماه في الألواح الآثرية بمعبد إيساكيلا المخصص للاله مردوخ كبير الالهة البابلية، أشير هذا المعبد خطأً بأنه هو برج بابل الذي ذكر في التوراة.
هدم الإسكندر الأكبر هذا البناء إذ كان ينوي أن يأخذ حجارة منه لبناء مسرح كبير لمدينة بابل التي كان من التي كان من المفروض أن تكون عاصمة لإمبراطوريته الكبيرة وبعد ذلك يقوم بإعادة بناء المعبد، إلا أن وفاته المفاجئ في بابل لم يتركه ليفعل هذا.